# Nora Dumas
Nora Kelenföldi Telkes (* 1890 in Budapest, Ungarn; † 23. Mai 1979 in Genthod, Schweiz) war eine ungarisch-französische Fotografin. Sie gehört zu den Repräsentanten der humanistischen Fotografie des 20. Jahrhunderts.

## Leben und Werk
Dumas war die jüngste Tochter von Simon Rubin und Maria Szonnert. Ihr Vater konvertierte 1881 zum Christentum und änderte den Nachnamen seiner Familie in Telkes. Kaiser Franz Joseph I. verlieh ihm 1907 den ungarischen Adelstitel de Kelenföld, den auch seine Frau und ihre 8 lebenden Kinder trugen. Dumas verließ 1913 Ungarn und reiste mit ihrer Schwester nach Paris. Als der Erste Weltkrieg ausbrach, galt Österreich-Ungarn als Feind Frankreichs und Dumas wurde 1914 in einem zivilen Gefangenenlager interniert. Nach ihrer Entlassung 1915 ging sie in Kopenhagen an Bord des Linienschiffs SS Oscar II und wanderte in die Vereinigten Staaten aus. Dort lernte sie ihren zukünftigen Ehemann, den Schweizer Architekten Adrien-Émile Dumas, kennen und heiratete ihn. Sie kehrte 1925 nach Frankreich zurück, wo sie mit ihrem Mann in Moisson lebte und begann, das ländliche Leben in den Dörfern entlang der Seine zu fotografieren.
Sie lebte ab 1928 wieder in Paris, wo sie sich eine Rolleiflex-Kamera kaufte, und signierte ihre ersten Bilder unter dem Namen Dumas-Satigny. 1929 lernte sie die nach Paris emigrierte Fotografin Ergy Landau kennen und arbeitete ab 1930 fast 10 Jahre lang in deren Atelier als Assistentin. Hier arbeitete ab 1929 auch die ungarische Fotografin Ylla als Assistentin.

## Spezialisierung in den 1930er Jahren
Als Berufsfotografin der Zwischenkriegszeit fertigte Dumas sowohl Fotos wie die Akte von dem ukrainischen Modell Assia Granatouroff als auch Tieraufnahmen oder Werbefotos an. Zusammen mit Landau erstellte sie ebenfalls Porträts von Erwachsenen und Kindern. Ihre Fotos wurden unter anderen in den Zeitschriften Vu, Bifur und Photographie veröffentlicht.
Die volkstümliche Atmosphäre, insbesondere in der Île-de-France, wurde zu einer ihrer Besonderheiten und in gewisser Weise zu ihrem Markenzeichen. Dumas war eine der Fotografinnen, die sich damals für eine Spezialisierung entschieden. Sie nahm Szenen des ländlichen Lebens und Porträts von Bauern auf und trug damit zur Schaffung eines wertvollen Dokumentationsfonds bei. Obwohl sie teilweise Fotografien anfertigte, die damals als Stil der Moderne qualifiziert wurden, stand sie der humanistischen Fotografie nahe. Die humanistische Fotografie war eine französische fotografische Bewegung, bei der die Umgebung des Motivs genauso wichtig war wie das Motiv selbst. Ebenso wie Brassaï, Landau und André Kertesz war Dumas mit dieser Bewegung verbunden.
Dumas gründete 1933 mit Charles Rado, Landau, Ylla, und Brassaï die Fotopresseagentur Rapho, die während des Zweiten Weltkriegs geschlossen, danach aber wiedereröffnet wurde.
Die zweite Hälfte ihres Lebens verbrachte sie in der Nähe des Genfersees in der Schweiz, wo sie 1979 starb.
Das Centre for Industrial Creation des Centre Pompidou besitzt einige seiner Werke. Ihre Arbeiten werden von der Agentur Rapho in Paris archiviert.

## Ausstellungen (Auswahl)
- 1931: Galerie Pléiade, Paris
- 1931: Galerie Plume d’Or
- 1931: internationale Ausstellung mit dem Titel Das Lichtbild, München
- 1933: Exposition pour la Constitution des Artistes Photographes, Studio Saint-Jaques Galerie
- 1933: Photographes hongrois, Paris Hungarian House
- 1933: Ausstellung Internationale de la Photographie, Brüssel
- 1935: Exposition de photographies. Musée Rath, Genève
- 1937: Galerie d’Art et Industrie, Gruppenausstellung
- 1938: Revue de la Photographie 1938, Galerie Paul Magné
- 1939: Le Visages de la France, Palais des Beaux-Art, Brüssel
- 1952: Weltausstellung der Photographie, Konzerthaus Luzern, Luzern
- 1955: The Family of Man, MoMA, New York City
- 1957: Madome, Budapest
- 1987: La nouvelle photographie en France, 1919–1939, Musée de l’Elysée, Lausanne
- 1989: Musée Nicéphore Niépce, Chalon-sur-Saône
- 2012: Női fotósok a 20. század elejéről, Galerie Biksady
- 2023: Französische und ungarische Künstler im Europäischen Dialog, Galerie der Klassischen Moderne in Zürich[7]